# Gelbensande
Gelbensande es un municipio situado en el distrito de Rostock, en el estado federado de Mecklemburgo-Pomerania Occidental (Alemania), a una altitud de 8 metros. Su población a finales de 2016 era de 1600 habs. y su densidad poblacional, 48 hab/km².